# حائل هوائي دموي
الحائل الهوائي الدموي (الغشاء الحويصلي الهوائي- الدموي )  يوجد في منطقة تبادل الغازات الموجودة في الرئتين. والهدف من وجوده هو منع فقاعات الهواء من التكون في الدم، ومنع الدم من الدخول إلى الحويصلات الهوائية. يتكون هذا الحائل من الخلايا الرئوية النوع الأول الموجودة في جدار الحويصلات الهوائية، والخلايا البطانية الموجودة في الشعيرات الدموية، والغشاء القاعدي الموجودة بين الخليتين. وهذا الحائل منفذ لجزيئات عديدة كالأكسجين، وثاني أكسيد الكربون، وأول أكسيد الكربون والعديد من الغازات.

## روابط خارجية
- علم الأجنة السويسري (من جامعة لوزان، وجامعة برن، وجامعة فريبورغ) rrespiratory/phasen05